# ヘルムート・ラーン
ヘルムート・ラーン（Helmut Rahn, 1929年8月16日 - 2003年8月14日）は、ドイツ出身の元サッカー選手。選手時代のポジションはフォワード。

## 経歴
クラブレベルではSVアルテンエッセン1912でキャリアをスタート。1951年から1959年まで在籍したロートヴァイス・エッセンでは1953年にDFBポカール、1955年にはドイツ選手権優勝に貢献するなど成功を収めた。
西ドイツ代表としては1954年のFIFAワールドカップ・スイス大会、1958年のFIFAワールドカップ・スウェーデン大会に出場するなど国際Aマッチ40試合出場21得点を記録した。スイス大会決勝のハンガリー代表戦では0-2でリードされた状況から1点目の得点をアシスト。2-2の同点で迎えた後半終了間際にペナルティエリア外から左足で決勝点を決め同国を初優勝に導く活躍を見せた。
この大会の後にはアルコールに溺れる生活を送っていたが、1958年のスウェーデン大会に出場するためにコンディションを整え代表に復帰すると、ジュスト・フォンテーヌに次ぐ6得点を挙げ同国の準決勝進出に貢献した。
その後、1.FCケルンやオランダのFCトゥウェンテといったクラブを渡り歩き、1963年にブンデスリーガが創設されたことに伴いMSVデュースブルクへ移籍したが、アキレス腱の怪我が元となって現役を引退した。
引退後はサッカー界から離れ、自動車のセールスマンを務めていた。2003年8月14日に死去、73歳没。

## 人物
選手時代は主に右ウイングを務め大柄な体躯を生かしたドリブル突破を持ち味とした。また、強いリーダーシップを発揮したことから「ボス」の愛称で呼ばれた。2003年にドイツで公開された映画『ベルンの奇蹟』では主要登場人物の一人として描かれている。